# Episodi di Friends (decima stagione)
La decima e ultima stagione della sitcom Friends, composta da diciotto episodi, è andata in onda negli Stati Uniti dal 25 settembre 2003 al 6 maggio 2004 sul canale NBC.
In Italia è invece stata trasmessa dal 6 giugno al 4 luglio 2005 su Rai 2.
| nº | Titolo originale                        | Titolo italiano                 | Prima TV USA      | Prima TV Italia |
| -- | --------------------------------------- | ------------------------------- | ----------------- | --------------- |
| 1  | The One After Joey and Rachel Kiss      | Baci galeotti                   | 25 settembre 2003 | 6 giugno 2005   |
| 2  | The One Where Ross Is Fine              | Doppia coppia                   | 2 ottobre 2003    | 6 giugno 2005   |
| 3  | The One with the Tan                    | Abbronzatura a spruzzo          | 9 ottobre 2003    | 13 giugno 2005  |
| 4  | The One with the Cake                   | Torta a sorpresa                | 23 ottobre 2003   | 13 giugno 2005  |
| 5  | The One Where Rachel's Sister Baby-Sits | Una dichiarazione speciale      | 30 ottobre 2003   | 13 giugno 2005  |
| 6  | The One with Ross's Grant               | Il finanziamento                | 6 novembre 2003   | 13 giugno 2005  |
| 7  | The One with the Home Study             | Matrimonio di beneficenza       | 13 novembre 2003  | 20 giugno 2005  |
| 8  | The One with the Late Thanksgiving      | Tutti in ritardo                | 20 novembre 2003  | 20 giugno 2005  |
| 9  | The One with the Birth Mother           | Il cibo è sacro                 | 8 gennaio 2004    | 20 giugno 2005  |
| 10 | The One Where Chandler Gets Caught      | Una casa fuori città            | 15 gennaio 2004   | 20 giugno 2005  |
| 11 | The One Where the Stripper Cries        | La danza del poliziotto         | 5 febbraio 2004   | 27 giugno 2005  |
| 12 | The One with Phoebe's Wedding           | Cerimonia sotto la neve         | 12 febbraio 2004  | 27 giugno 2005  |
| 13 | The One Where Joey Speaks French        | Lezioni di francese             | 19 febbraio 2004  | 27 giugno 2005  |
| 14 | The One with Princess Consuela          | Principessa Consuela            | 26 febbraio 2004  | 27 giugno 2005  |
| 15 | The One Where Estelle Dies              | Offerte e controfferte          | 22 aprile 2004    | 4 luglio 2005   |
| 16 | The One with Rachel's Going Away Party  | Il party dell'addio             | 29 aprile 2004    | 4 luglio 2005   |
| 17 | The Last one (I e II Part)              | Arrivi e partenze (1 e 2 parte) | 6 maggio 2004     | 4 luglio 2005   |
| 18 | The Last one (I e II Part)              | Arrivi e partenze (1 e 2 parte) | 6 maggio 2004     | 4 luglio 2005   |

## Baci galeotti
- Titolo originale: The One After Joey and Rachel Kiss
- Diretto da: Kevin S. Bright
- Scritto da: Andrew Reich e Ted Cohen

### Trama
Alle Barbados Rachel e Joey, Ross e Charlie vengono scoperti dai loro amici. Ross e Joey si devono parlare affinché le loro relazioni possano continuare; Ross ci riesce per primo mentre Joey non ce la fa e lui e Rachel vengono scoperti da Ross a casa. Phoebe si rimette con Mike che però deve scaricare un'altra ragazza, ma sarà la stessa Phoebe a farlo. Monica ha una nuova acconciatura, ma si accorge presto che è quella sbagliata per la vita di New York.
- Guest Star: Paul Rudd (Mike), Aisha Tyler (Charlie), Anne Dudek (Precious)

## Doppia coppia
- Titolo originale: The One Where Ross Is Fine
- Diretto da: Ben Weiss
- Scritto da: Sherry Bilsing-Graham e Ellen Plummer

### Trama
Ross rimane stordito nel vedere Joey e Rachel che si baciano e decide di fare un'uscita a quattro con loro due, lui e Charlie (ex di Joey). Rachel, Joey e Charlie passano una serata da dimenticare con Ross che poi però accetta la storia tra l'amico e Rachel, nonostante stia male nel vederli insieme. Monica e Chandler chiedono informazioni sull'adozione a degli amici di Phoebe ma rovinano presto tutto. Phoebe incontra suo fratello Frank Jr. e i suoi figli Frank Jr. Jr., Leslie, e Chandler che danno parecchio da fare al padre e che pensa di darne uno alla sorella, ma cambia idea e ammette di volerli tenere tutti.
- Guest Star: Giovanni Ribisi (Frank Jr.), Aisha Tyler (Charlie), Daryl Sabara (Owen), Jim Meskimen (Bill), Kellie Waymire (Colleen), Allisyn Ashley Arm (Leslie), Sierra Marcoux (Chandler), Dante Pastula (Frank Jr.)

## Abbronzatura a spruzzo
- Titolo originale: The One with Ross's Tan
- Diretto da: Gary Halvorson
- Scritto da: Brian Buckner

### Trama
Dopo aver chiarito le cose con Ross, Joey e Rachel escono insieme per il loro vero primo appuntamento, ma al loro ritorno a casa scoprono che non riescono a comportarsi come una vera coppia e decidono di chiudere il loro rapporto, restando solo amici. Ross quando vede sua sorella abbronzata decide di andare in un solarium, ma qualcosa va storto e si ritrova abbronzato solo davanti. Monica e Phoebe sono alle prese con una vecchia abitante del loro palazzo: Amanda. Quest'ultima dice che Phoebe evitava Monica perché troppo ossessiva e che sono ritornate finalmente amiche; dopo qualche screzio le due faranno pace e decidono di dare un'altra possibilità anche ad Amanda, ma non lo fanno.
- Guest Star: Jennifer Coolidge (Amanda), Luis Antonio Ramos (uomo nel salone di abbronzatura), Iris Bahr (Glenda)

## Torta a sorpresa
- Titolo originale: The One with the Cake
- Diretto da: Gary Halvorson
- Scritto da: Robert Carlock

### Trama
È il primo compleanno di Emma e i genitori decidono di dare una festa proprio nel giorno in cui Monica e Chandler devono partire per una vacanza. Alla festa tutti portano dei regali tranne Joey, che improvvisa un monologo, e Phoebe, che canta una canzone e legge un libro sul Punto G. Le cose si complicano quando si scopre che la torta è a forma di pene e Rachel parte subito per chiarire la faccenda ma con scarsi risultati. Nessuno deve lasciare la festa ma, in seguito a impegni personali, tutti decidono di andarsene. Dopo una gara coi pupazzi Monica e Chandler si prendono cura della bambina e Joey, Phoebe, Ross e Rachel tornano in tempo per sentire la parola che dice Emma, "uno", come gli anni che compie, realizzando il sogno della madre.
- Guest Star: Elliott Gould (Jack Geller), Christina Pickles (Judy Geller), June Gable (Estelle)

## Una dichiarazione speciale
- Titolo originale: The One Where Rachel's Sister Baby-Sits
- Diretto da: Roger Christiansen
- Scritto da: Dana Klein Borkow

### Trama
Rachel sente che la sua egoista sorella minore Amy è finalmente sul punto di cambiare atteggiamento, e per renderla una persona più responsabile, non badando alle proteste di Ross, Rachel permette ad Amy di fare da babysitter ad Emma. Ben presto però Rachel si pente di quanto ha fatto quando scopre che Amy ha fatto fare i buchi alle orecchie della bambina. Nel frattempo, nel loro primo anniversario, Phoebe scopre che Mike ha intenzione di chiederle di sposarlo, così lo fa lei per prima al Madison Square Garden. La cosa non va bene, ma i due si fidanzano comunque. Monica e Chandler si preoccupano quando Joey cerca di usare parole importanti in una lettera di raccomandazione che sta scrivendo per la coppia da inviare ad un'agenzia di adozioni: la lettera va benissimo dato che l'agenzia pensa che l'abbia scritta un bambino e ne resta maggiormente impressionata.
- Guest Star: Christina Applegate (Amy), Paul Rudd (Mike), Aisha Tyler (Charlie)

## Il finanziamento
- Titolo originale: The One with Ross's Grant
- Diretto da: Ben Weiss
- Scritto da: Sebastian Jones

### Trama

Rachel e Monica cercano di disfarsi a vicenda di Gladys, l'orribile quadro tridimensionale di Phoebe.

Ross è eccitato perché dovrà incontrare un brillante scienziato, vincitore di un Premio Nobel, il dott. Benjamin Hobart, per un importante finanziamento di paleontologia. Sfortunatamente Hobart si scopre essere l'ossessionato ex-fidanzato di Charlie: Hobart offre il finanziamento a Ross a patto che lui lasci Charlie. Alla fine Charlie e il dott. Hobart si riconciliano dopo che l'uomo le rivela i suoi sentimenti immutati per lei. Nel frattempo, Phoebe cerca di regalare Gladys, un orribile quadro tridimensionale che ha realizzato ma che Mike non vuole in casa, alle estremamente riluttanti Monica e Rachel: quando le due amiche fingono di volere ambedue il quadro, Phoebe tira fuori un quadro ancora più brutto per "accontentare" chi non avrà il primo. Joey si arrabbia quando Chandler mente sull'aver visto la registrazione della bizzarra audizione di Joey, che è in realtà uno spot giapponese per un rossetto da uomo.
- Guest Star: Greg Kinnear (Dott. Benjamin Hobart), Aisha Tyler (Charlie), Ming Lo (Dott. Li), Cathy Lind Hayes (Dott.ssa Biely)

## Matrimonio di beneficenza
- Titolo originale: The One with the Home Study
- Diretto da: Kevin S. Bright
- Scritto da: Mark Kunerth

### Trama
Monica e Chandler si preparano nervosamente per una visita dall'incaricata dell'agenzia di adozioni, Laura, che deciderà se loro possono essere dei buoni genitori. Sfortunatamente Laura sconvolge Monica e Chandler quando confessa di aver un tempo avuto una relazione con un uomo di nome Joey, che vive nello stesso palazzo e che non l'ha mai richiamata. Phoebe e Mike decidono di avere un matrimonio per pochi intimi, e donano il denaro in eccesso in beneficenza ad un fondo per i bambini, ma poi si vogliono far restituire tutti i soldi. Ross cerca di aiutare Rachel a superare la sua irrazionale paura delle altalene, in modo che la piccola Emma si possa divertire al parco come gli altri bambini.
- Guest Star: Maria Pitillo (Laura), Paul Rudd (Mike)

## Tutti in ritardo
- Titolo originale: The One with the Late Thanksgiving
- Diretto da: Gary Halvorson
- Scritto da: Shana Goldberg-Meehan

### Trama
Dopo che Monica annuncia che quest'anno non preparerà la consueta cena del Ringraziamento, Phoebe la convince a ripensarci spingendola a fare una cena migliore rispetto a quella preparata l'anno precedente. Ross, Rachel, Phoebe e Joey arrivano tutti con un'ora di ritardo a cena, a causa di un concorso di bellezza per bambini a cui partecipano Phoebe con Rachel e la piccola Emma (che vince la gara), e a causa di un'importantissima partita dei New York Rangers che si svolge al Madison Square Garden a cui assistono Ross e Joey, così Monica e Chandler lasciano gli amici fuori dall'appartamento. Per scusarsi, Joey finisce per restare con la testa incastrata nell'apertura della porta dell'appartamento di Monica e Chandler, e per liberarlo la porta si apre improvvisamente, facendo finire Joey sul tavolo del cibo. Gli amici si ritrovano allora tutti insieme per festeggiare il Ringraziamento quando Monica riceve una telefonata dall'agenzia di adozioni che la informa che una ragazza incinta dell'Ohio ha scelto lei e Chandler come genitori adottivi del bambino che partorirà.

## Il cibo è sacro
- Titolo originale: The One with the Birth Mother
- Diretto da: David Schwimmer
- Scritto da: Scott Silveri

### Trama
Monica e Chandler, abbastanza nervosi, vanno in Ohio per incontrare la potenziale madre del loro bambino, Erica, ma finiscono in una situazione scomoda quando la futura mamma pensa che Monica sia un reverendo e Chandler un dottore, e i due sono così decisi a far andare in porto l'adozione che non vogliono dire ad Erica la verità, ma poi si rendono conto che non possono continuare ad ingannarla. Una volta scoperti i veri lavori della coppia, pur essendo ottimi, Erica decide di cercare degli altri genitori per il suo bambino, ma Chandler riesce a convincerla a ripensarci con un commovente discorso. Sarah, un'amica di Phoebe, è una sfegatata ammiratrice di Joey ed esce a cena con l'uomo, ma durante il pasto gli prende il cibo dal piatto: per Joey però il cibo è sacro! Rachel sceglie degli indumenti per Ross per un prossimo appuntamento dell'uomo, ma accidentalmente gli dà la borsa con gli acquisti che ha fatto per lei: Ross indossa con piacere il maglioncino femminile solo che la donna con la quale ha appuntamento è casualmente vestita come lui.
- Guest Star: Anna Faris (Erica), Jim O'Heir (Impiegato dell'agenzia di adozioni), Annie Parisse (Sarah), Jorge Luis Abreu (cameriere), Carla Toutz (Joan)

## Una casa fuori città
- Titolo originale: The One Where Chandler Gets Caught
- Diretto da: Gary Halvorson
- Scritto da: Doty Abrams

### Trama
Phoebe e Rachel sorprendono Chandler mentre entra in auto con una donna bionda e pensano che l'uomo abbia una relazione. Si scopre poi che la donna è l'agente immobiliare di Monica e Chandler, e che i due stanno per comprare una casa a Westchester. Gli amici si soffermano allora a ricordare i bei momenti trascorsi nell'appartamento ed alla fine Monica e Chandler, regalando agli amici delle bellissime cose, confessano di aver acquistato casa.

## La danza del poliziotto
- Titolo originale: The One Where the Stripper Cries
- Diretto da: Kevin S. Bright
- Scritto da: David Crane e Marta Kauffman

### Trama
La festa per l'addio al nubilato di Phoebe ha un risvolto a sorpresa quando arriva lo spogliarellista ingaggiato all'ultimo minuto da Monica e Rachel, il buffo Roy, vestito da poliziotto. Joey partecipa come concorrente al gioco a quiz "The $100,000 Pyramid", presentato da Donny Osmond, ma le sue doti intellettive fanno perdere il premio in denaro del suo partner Gene Lester. Chandler e Ross partecipano a una riunione del college, e ripensano a un patto che avevano fatto nel 1987, quando studiavano insieme al college, ripromettendosi a vicenda di non uscire con l'attraente Missy Goldberg: Ross chiede a Missy di uscire e scopre che Chandler all'epoca non ha mai rispettato il patto, allora Chandler rivela a Ross che la sera del ballo del 1987 al college si era baciato con Rachel per vendicarsi di lui che era con un'altra ragazza, proprio la stessa sera in cui poi Ross e Rachel si erano dati il loro primo bacio; si scoprirà che Ross non aveva baciato Rachel all'epoca, ma sua sorella Monica.
- Guest Star: Danny DeVito (Roy), Ellen Pompeo (Missy Goldberg), Donny Osmond (sé stesso), Gregory Jbara (Gene Lester), Leslie Charleson (sé stessa), Cyndi Martino (Henrietta), Kimberley Davies (Adrienne Turner), Ryan Carlberg (fattorino delle pizze), Matthew Mullany (manager teatrale)

## Cerimonia sotto la neve
- Titolo originale: The One with Phoebe's Wedding
- Diretto da: Kevin S. Bright
- Scritto da: Robert Carlock e Dana Klein Borkow

### Trama
Monica organizza il matrimonio di Phoebe ma a causa delle sue manie di perfezionismo sta facendo impazzire l'amica che intanto chiede a Joey di accompagnarla all'altare in sostituzione del suo patrigno rinchiuso in carcere. Chandler e Ross scoprono alla cena di prova del matrimonio che nessuno dei due ha una parte attiva nelle nozze. Tuttavia Mike deve sostituire uno dei suoi testimoni, così chiede a Phoebe di scegliere tra Chandler e Ross: Phoebe affida il compito della decisione a Rachel. Joey prende troppo seriamente il suo ruolo da "padre della sposa" con Mike, e Phoebe finisce per togliere a Monica il suo ruolo di organizzatrice dopo aver perso la pazienza. Il giorno delle nozze tra Phoebe e Mike, New York è colpita dalla peggior tempesta di neve degli ultimi 20 anni. Phoebe riassume in servizio Monica poiché capisce le difficoltà di organizzare un matrimonio, e su idea di Rachel la cerimonia finisce per aver luogo per strada, davanti al Central Perk. Quando il sacerdote non riesce ad arrivare a causa della neve, Joey lo sostituisce e officia la cerimonia, Chandler accompagna Phoebe, mentre il testimone dello sposo Ross è bloccato ad occuparsi di Chappy, il vecchio cagnolino di Mike. Phoebe e Mike finalmente si sposano.
- Guest Star: Paul Rudd (Mike), James Michael Tyler (Gunther), Gregory Itzin (signor Hannigan), Cristine Rose (signora Hannigan)

## Lezioni di francese
- Titolo originale: The One Where Joey Speaks French
- Diretto da: Gary Halvorson
- Scritto da: Sherry Bilsing-Graham e Ellen Plummer

### Trama
Monica e Chandler mostrano a Erica, venuta in visita in città, le bellezze di New York e finiscono per scoprire qualcosa in più su di lei, compreso un curioso particolare sul probabile padre biologico del bambino che Erica aspetta: Erica ha avuto in contemporanea due ragazzi, uno è molto intelligente, sportivo e studente universitario, l'altro ha ucciso il padre con un'ascia ed è in carcere, e c'è il dubbio su chi dei due sia il padre. Alla fine Monica riuscirà a scoprire che il padre è lo studente e sportivo. Joey implora la francofila Phoebe, appena tornata dal viaggio di nozze, di insegnargli il francese prima di un'importante audizione, ma lui non riesce bene nell'impresa e parla un francese tutto suo. Ross e Rachel si avvicinano dopo che il sarcastico padre della donna, che vive a Long Island, ha un infarto: dopo che Ross respinge le avances di un'agitata Rachel, i due decidono che non faranno mai più sesso insieme, anche se Rachel ipotizza che potrebbe ancora accadere.
- Guest Star: Anna Faris (Erica), Ron Leibman (dott. Greene), Hira Ambrosino (infermiera), Tim Edward Rhoze (regista), Alex Craig Mann (assistente al casting)

## Principessa Consuela
- Titolo originale: The One with Princess Consuela
- Diretto da: Gary Halvorson
- Scritto da: Robert Carlock (soggetto), Tracy Reilly (sceneggiatura)

### Trama
Phoebe scopre di poter cambiare il suo nome con quello che vuole, e così decide un nome esotico scegliendo di chiamarsi "Principessa Consuela Bananahammock". Dopo che però Mike cambia il suo nome in "Crepa Bello", la donna decide di rimanere soltanto Phoebe Buffay Hannigan. Monica e Chandler visitano la loro nuova casa, mentre Joey cerca in ogni modo di disilluderli per convincerli a restare nel loro appartamento; Joey viene confortato in merito alla separazione dei suoi amici da parte di Mackenzie, la bambina di 8 anni figlia dei proprietari della casa in vendita. Rachel rimane sorpresa quando si incontra per un colloquio con il sig. Campbell per un nuovo lavoro da Gucci in un ristorante proprio nel tavolo accanto a quello dove il suo attuale capo, il sig. Zelner, sta mangiando, e per questo motivo non ottiene il lavoro da Gucci e perde anche il suo lavoro alla Ralph Lauren: Ross intanto ha finalmente ottenuto una cattedra universitaria, e compie una gaffe dietro l'altra davanti a Rachel non sapendo quanto le è accaduto. Rachel si imbatte poi nel suo vecchio amico Mark, ex-collega di Bloomingdale's, che nel frattempo si è sposato e che le offre un ottimo posto di lavoro a Parigi alla Louis Vuitton.
- Guest Star: Paul Rudd (Mike), Dakota Fanning (Mackenzie), Steven Eckholdt (Mark), Brent Spiner (James Campbell), Steve Ireland (signor Zelner), James Michael Tyler (Gunther), Tom Dugan (Maitre), Helen Eigenberg (agente immobiliare), Mary-Margaret Lewis (Rita), Craig Robinson (impiegato), Alex Ball (impiegato alla Ralph Lauren)

## Offerte e controfferte
- Titolo originale: The One Where Estelle Dies
- Diretto da: Gary Halvorson
- Scritto da: Mark Kunerth (soggetto); David Crane e Marta Kauffman (sceneggiatura)

### Trama
Rachel annuncia di volersi trasferire a Parigi per un lavoro alla Louis Vuitton e Ross cerca di fare il possibile per farle riottenere il suo vecchio posto alla Ralph Lauren. In segreto Ross, usando il fatto che il sig. Zelner, capo di Rachel, ha un figlio appassionato di dinosauri, cerca di convincere Zelner ad offrire di nuovo il lavoro alla Ralph Lauren a Rachel con una paga più alta. Rachel accetta l'offerta, ma quando Ross vede quanto Rachel è delusa per non andare più a vivere a Parigi la incoraggia a proseguire per la sua strada evitando di tornare a lavorare per la Ralph Lauren. La casa vicina alla nuova abitazione di Monica e Chandler è in vendita e i due sono sconvolti scoprendo che l'irritante Janice è intenzionata a comprarla. Chandler finge di voler avere in futuro una relazione extraconiugale con Janice per spaventarla e non farle comprare la casa, così lei gli dà un bacio d'addio e se ne va. Phoebe scopre che Estelle, l'agente di Joey, è improvvisamente morta e cerca di fare il possibile per evitare che Joey lo scopra in questo momento, dato che l'amico è già abbastanza agitato perché molti dei suoi amici si stanno per trasferire: grazie alle sue capacità imitative Phoebe imita al telefono la voce di Estelle per troncare il rapporto di lavoro della donna con Joey, ma lo fa una seconda volta quando Joey ha appreso della morte della donna da Al Zeeboker, l'altro cliente dell'agente: Joey crede che Estelle lo chiami dall'aldilà.
- Guest Star: Maggie Wheeler (Janice), Steve Ireland (signor Zelner), Jane Lynch (Ellen), E.J. Callahan (Al Zebooker)

## Il party dell'addio
- Titolo originale: The One with Rachel's Going Away Party
- Diretto da: Gary Halvorson
- Scritto da: Andrew Reich e Ted Cohen

### Trama
La sera prima della partenza di Rachel per Parigi, Monica e Chandler le organizzano una piccola festa di addio ma lei sceglie di salutare individualmente i suoi amici. Ross, che si sente ferito perché Rachel evita di salutarlo, lascia la festa e va nel suo appartamento urlandole contro la sua rabbia. Rachel insegue Ross nell'appartamento di lui e gli dice che semplicemente le sarebbe stato troppo difficile e doloroso dirgli addio a causa del loro forte legame. Ross spontaneamente bacia Rachel: lei lo guarda per un attimo e poi ricambia appassionata il suo bacio. Monica mette tutti al lavoro per impacchettare la roba dell'appartamento suo e di Chandler, poiché stanno per traslocare. Mentre stanno imballando la roba della camera degli ospiti, Chandler trova un paio di manette e pensa che appartengano a Monica, ma quando quest'ultima gli dice che non sono sue, lui lo chiede a Rachel e poi a Phoebe, ma nessuno di loro le ha mai viste. Alla fine Chandler si rende conto di chi sia la legittima proprietaria delle manette quando trova delle vecchie foto della nonna di Monica. Erica, che si trova a New York per le sue ultime settimane di gravidanza, inizia ad avere le doglie e Chandler e Monica la portano subito in ospedale.
- Guest Star: Anna Faris (Erica)

## Arrivi e partenze
- Titolo originale: The Last One
- Diretto da: Kevin Bright
- Scritto da: Marta Kauffman e David Crane

### Trama
Dopo aver passato la notte insieme, Ross vorrebbe stare con Rachel ma lei è ancora intenzionata a trasferirsi a Parigi e considera l'essere stata con Ross un ottimo modo per dirsi addio. Ross cerca di parlare a Rachel dei suoi sentimenti per lei ma Gunther lo anticipa. Rachel parte per l'aeroporto e Ross, incoraggiato da Phoebe, decide di fermarla prima che possa imbarcarsi sull'aereo. Nel frattempo, in ospedale Erica a sorpresa dà alla luce due gemelli, un bambino ed una bambina. Chandler e Monica chiamano la bambina Erica, in onore della sua madre naturale ed il bambino Jack, in onore del padre di Monica. Mike dice a Phoebe che vorrebbe avere dei figli. Joey compra a Monica e Chandler un regalo per riscaldare la loro nuova casa, Oca Jr. e Gallina Jr. Ross e Phoebe inseguono Rachel all'aeroporto ma finiscono per andare all'aeroporto sbagliato recandosi al JFK. I due riescono per miracolo ad arrivare in tempo all'aeroporto corretto di Newark, dove Ross dichiara a Rachel il suo amore ma lei sale comunque sull'aereo. Un respinto e deluso Ross torna a casa, dove trova un messaggio sulla segreteria telefonica che gli fa capire che Rachel non è più partita ed è scesa dall'aereo, proprio mentre Rachel in carne e ossa arriva dietro di lui. Ross e Rachel si dichiarano il proprio amore reciproco, decidono di rimettersi insieme e di non lasciarsi più. Nel frattempo, Chandler e Monica finiscono di impacchettare le loro cose per trasferirsi nella nuova casa e Joey perde i due piccoli animali Oca Jr. e Gallina Jr. nel tavolo da calciobalilla: per salvarli Monica distrugge il tavolo e a quel punto Chandler propone saggiamente che sia Joey a tenere con sé gli animali; qualche istante dopo Joey e Chandler si abbracciano fortemente confermando la loro intensa amicizia. I sei amici si ritrovano insieme nell'appartamento di Monica e Chandler proprio mentre l'ultima delle loro scatole viene portata via e i sei lasciano le loro chiavi dell'appartamento sul tavolo della cucina e vanno al Central Perk per un ultimo caffè insieme.
- Guest Star: Paul Rudd (Mike), Anna Faris (Erica), John Rubinstein (dottore), James Michael Tyler (Gunther), Carole Gutierrez (infermiera), Jim Rash (passeggero nervoso), Jason Kravits (uomo in taxi), Anthony Cistaro (impiegato all'uscita passeggeri), Manao Demuth (bigliettaio all'aeroporto), Brian Palermo (impiegato linea aerea), Michelle Pereira (passeggera), Vincent Boyle (altro passeggero)